# Blue sky (My Little Loverの曲)
「blue sky」（ブルー・スカイ）は、My Little Loverの23枚目のシングルである。

## 解説
- OORONG RECORDSへの移籍後2作目となるシングル。
- 表題曲にはレミオロメンの前田啓介がベースで参加。

## 収録曲
1. blue sky (5:42)
作詞:akko 作曲:松浦友也 編曲:皆川真人
キリンMCダノンウォーターズ「DANONE BODY－ism」CMソング
2. try (4:46)
作詞:akko 作曲:松浦友也 編曲:皆川真人
3. ALICE (acoakko Live ver.) (赤坂BLITZ～2008.12.5) (5:05)
作詞・作曲:小林武史 編曲:森俊之
4. STARDUST (acoakko Live ver.) (赤坂BLITZ～2008.12.5) (6:13)
作詞・作曲:小林武史 編曲:森俊之
5. blue sky (Instrumental) (5:42)
作曲:松浦友也 編曲:皆川真人
6. try (Instrumental) (4:44)
作曲:松浦友也 編曲:皆川真人

## 収録アルバム
- そらのしるし (#1,2)